# Villeparois
Villeparois és un municipi francès situat al departament de l'Alt Saona i a la regió de Borgonya - Franc Comtat. L'any 2007 tenia 195 habitants.

## Demografia

### Població
El 2007 la població de fet de Villeparois era de 195 persones. Hi havia 70 famílies, de les quals 11 eren unipersonals (4 homes vivint sols i 7 dones vivint soles), 18 parelles sense fills, 37 parelles amb fills i 4 famílies monoparentals amb fills.
La població ha evolucionat segons el següent gràfic:
Habitants censats

### Habitatges
El 2007 hi havia 79 habitatges, 70 eren l'habitatge principal de la família, 4 eren segones residències i 4 estaven desocupats. 76 eren cases i 3 eren apartaments. Dels 70 habitatges principals, 60 estaven ocupats pels seus propietaris i 10 estaven llogats i ocupats pels llogaters; 5 tenien tres cambres, 16 en tenien quatre i 50 en tenien cinc o més. 40 habitatges disposaven pel capbaix d'una plaça de pàrquing. A 22 habitatges hi havia un automòbil i a 47 n'hi havia dos o més.

### Piràmide de població
La piràmide de població per edats i sexe el 2009 era:
| Homes | Edats   | Dones |
| ----- | ------- | ----- |
| 0     | 95 o +  | 0     |
| 0     | 90 a 94 | 0     |
| 0     | 85 a 89 | 0     |
| 0     | 80 a 84 | 0     |
| 0     | 75 a 79 | 4     |
| 8     | 70 a 74 | 0     |
| 0     | 65 a 69 | 12    |
| 0     | 60 a 64 | 0     |
| 0     | 55 a 59 | 0     |
| 8     | 50 a 54 | 4     |
| 8     | 45 a 49 | 8     |
| 16    | 40 a 44 | 4     |
| 4     | 35 a 39 | 12    |
| 0     | 30 a 34 | 0     |
| 16    | 25 a 29 | 0     |
| 4     | 20 a 24 | 16    |
| 4     | 15 a 19 | 8     |
| 12    | 10 a 14 | 16    |
| 8     | 5 a 9   | 8     |
| 0     | 0 a 4   | 8     |

## Economia
El 2007 la població en edat de treballar era de 135 persones, 102 eren actives i 33 eren inactives. De les 102 persones actives 98 estaven ocupades (50 homes i 48 dones) i 4 estaven aturades (2 homes i 2 dones). De les 33 persones inactives 15 estaven jubilades, 11 estaven estudiant i 7 estaven classificades com a «altres inactius».

### Ingressos
El 2009 a Villeparois hi havia 76 unitats fiscals que integraven 216 persones, la mediana anual d'ingressos fiscals per persona era de 22.533 €.

### Activitats econòmiques
Dels 8 establiments que hi havia el 2007, 1 era d'una empresa alimentària, 4 d'empreses de construcció, 1 d'una empresa de comerç i reparació d'automòbils, 1 d'una empresa de transport i 1 d'una empresa de serveis.
Dels 4 establiments de servei als particulars que hi havia el 2009, 1 era un guixaire pintor, 1 fusteria i 2 lampisteries.
L'únic establiment comercial que hi havia el 2009 era una fleca.
L'any 2000 a Villeparois hi havia 3 explotacions agrícoles.

## Poblacions més properes
El següent diagrama mostra les poblacions més properes.